# 拓先龄
拓先龄（?—?），明朝末年民变首领，号一字王。
拓先龄从陕西起兵，然后从陕西到山西，崇祯四年（1631年）正月，神一魁围庆阳，陷合水，杨鹤移驻宁州。神一魁归顺，送还合水知县蒋应昌，拓先龄和金翅鹏、过天星、田近庵、独头虎、上天龙等也先后降明。后来他又起兵。崇祯八年（1635年）十一月，拓先龄与张献忠等部一起，拥有部众二十万。拓先龄后来的事迹不详。